# Chromocen
Chromocen, mit der Formel [Cr(C5H5)2], ist eine metallorganische Verbindung aus der Familie der Metallocene. Die Summenformel wird oft mit [Cr(Cp)2] abgekürzt. Es bildet einen dem Ferrocen analogen Sandwichkomplex, folgt aber nicht der 18-Elektronen-Regel, da es nur 16 Valenzelektronen besitzt. Chromocen wurde erstmals 1953 beschrieben.

## Herstellung
Chromocen wird durch Reaktion von Chrom(II)-chlorid mit Cyclopentadienylnatrium, üblicherweise in Tetrahydrofuran (THF) als Lösungsmittel, hergestellt. Im ersten Schritt wird zunächst das wasserfreie Chrom(II)-chlorid synthetisiert:
{\displaystyle \mathrm {Cr\ +\ 2\ HCl\ {\xrightarrow[{THF}]{}}\ CrCl_{2}\ +\ H_{2}} }
{\displaystyle \mathrm {CrCl_{2}\ +\ 2\ Na(C_{5}H_{5})\ {\xrightarrow[{THF}]{}}\ Cr(C_{5}H_{5})_{2}\ +\ 2\ NaCl} }
Auch die direkte Herstellung aus Chrom(II)-chlorid, Cyclopentadien und Natrium ist möglich:
{\displaystyle \mathrm {CrCl_{2}\ +\ 2\ Na\ +2\ C_{5}H_{6}\ {\xrightarrow[{THF}]{}}\ Cr(C_{5}H_{5})_{2}\ +\ 2\ NaCl+\ H_{2}} }
Das analoge Decamethylchromocen, Cr[C5(CH3)5]2, wird analog der ersten Reaktion unter Verwendung von Pentamethylcyclopentadienyllithium, LiC5(CH3)5 hergestellt.

## Eigenschaften

Chromocen: Gestaffelte Konformation (links) und ekliptische Konformation (rechts).

Chromocen ist ein roter kristalliner Feststoff. In der Kristallstruktur von Chromocen wurde mittels Röntgenstrukturanalyse die mittlere Cr–C-Bindungslänge mit 215,1(13) pm ermittelt. Wie im Ferrocen sind auch im Chromocen die Cyclopentadienyl-Ringe auf Deckung (ekliptisch) und nicht gestaffelt angeordnet. Die Dissoziationsenergie für die Cp–Cr-Bindung wird, je nach Literatur, mit 179 kJ·mol−1 bzw. 279 kJ·mol−1 angegeben. Der mittlere Abstand zwischen den Ringen liegt bei 370 pm. Chromocen ist an der Luft und gegenüber Wasser sehr reaktiv und kann sich unter Umständen bei Luftkontakt spontan entzünden.

## Verwendung
Auf silikatische Trägersubstanzen aufgebrachtes Chromocen fungiert als Katalysator bei der Polymerisation von Ethylen und anderen 1-Alkenen. In den 1960ern wurde dieser Prozess von Union Carbide zur Polymerisation von Ethylen entwickelt. Dabei zersetzt sich das Chromocen an der silikatischen Oberfläche unter Bildung von hochreaktiven organometallischen Zentren, welche die katalytische Wirksamkeit ergeben. Die Struktur und Wirkungsweise des Union Carbide Katalysators wurde von Janet Blümel eingehend untersucht. Chromocen basierte Katalysatoren haben, gegenüber Ziegler-Katalysatoren, welche aluminiumorganische Verbindungen enthalten, den Vorteil, dass das hergestellte Polyethylen nur eine geringe Geruchsbelästigung zeigt. Alternativ kann als Substrat (Trägersubstanz) auch Porenbeton eingesetzt werden.